# Laroque-des-Albères
Laroque-des-Albères (in catalano La Roca d'Albera) è un comune francese di 2 072 abitanti situato nel dipartimento dei Pirenei Orientali nella regione dell'Occitania.

## Società

### Evoluzione demografica
Abitanti censiti